# Cerkev sv. Kozme in Damijana, Kuzma
Cerkev Sv. Kozme in Damijana se nahaja v pomurski vasi Kuzma in istoimenski občini.

## Gradnja cerkve
Prvo cerkev oziroma kapelo so zgradili na Kuzmi v 15. stoletju. Zvonik je  bil najprej lesen, pozneje pa kamnit, zidan ob cerkvi. Takratni krajani so ga uporabljali za zavetje pred turškimi vpadi, glas zvona pa jih je opozarjal na nevarnost. Leta 1850, ko so dozidali prezbiterij, leta 1880 so skodle na stolpu zamenjali s pločevino, cerkev pa so prekrili z doma žgano strešno opeko.
Prvotno cerkev je čedalje bolj načenjal zob časa, zato so duhovniki in verniki začeli razmišljati in tudi delati na tem, da bi zgradili novo cerkvev. Takoj po drugi svetovni vojni so verniki in krajani naredili doma zidno opeko. Ker pa za zidavo nove cerkve niso dobili dovoljenja, so povečali staro. Dozidali so ladjo na severni strani. Prizidek je bil 24. novembra 1946. leta blagoslovljen. Opeka, ki je niso porabili, je ostala še nekaj časa zložena ob župnijskem gospodarskem poslopju, leta 1949 pa so jo razvozili in porabili za zidavo zadružnih domov v Kuzmi in Doliču.
Verniki pa so si želeli povsem novo cerkev. Dobili so le izjemno dovoljenje za dozidavo cerkve v Kuzmi. Že 28. aprila 1963. leta so zakoličili temelje cerkve. Pomožni delavci niso bili le rimskokatoliški verniki, ampak tudi nekateri evangeličani. Kmalu so začeli betonirati in nato zidati. Stara cerkev je bila dolgo časa nedotaknjena in so v njej opravljali bogoslužje. Šele ko so bile vse nove obodne stene sezidane, so odstranili ostrešje stare cerkve in namestili novo. Od stare cerkve sta ostala le zvonik in prezbiterij. Ob glavnem vhodu v novo cerkev so sezidali prizidek s stopnicami, ki vodijo na kor, na južni strani pa so prizidali še zakristijo z majhno učilnico, v nadstropju pa je nastala velika učilnica za verouk s posebnim vhodom. Prvo božjo službo v tej cerkvi so imeli 1. decembra 1963. leta. Kuzmanska cerkev pa je bila blagoslovljena 27. septembra 1969. leta. Verniki iz Kuzme, Doliča, Trdkove in Matjaševec so uspeli sezidati cerkev v štirih letih.

## Poslikava cerkve
Čeprav je kuzemska cerkev že rabila svojemu namenu, še ni bila poslikana. Slikar Lojze Perko, je prevzel slikarska dela. Odločil se je za tako imenovano sgraffito slikanje celotne cerkve: na oltarni steni križ, ob krstnem kamnu Jezusov krst in okrog po stenah cerkve prizore križevega pota.
Verniki so hoteli imeti lastno župnijo. 26. aprila 1964. leta je prišla ustanovna listina za razglasitev župnije. Zgradili so tudi župnijsko dvorano s čajno kuhinjo, ki je bila blagoslovljena 4. julija 1993. leta.
Vnebohod je glavni župnijski praznik, ko pride v župnijsko cerkev sv. Kozme in Damijana, Kuzma veliko romarjev.